# California State Route 74
Die California State Route 74, kurz CA-74, ist eine State Route im US-Bundesstaat Kalifornien. Sie führt von San Juan Capistrano im Westen bis nach Palm Desert im Osten und stellt in einigen Abschnitten den Pines to Palms Scenic Byway sowie den Ortega Highway dar.

## Geschichte
Die California State Route 74 besteht seit 1934. Ein Teil der Trasse wurde nach dem spanischen Eroberer José Ortega benannt. 1963 wurde die Eröffnungsszene des Films Eine total, total verrückte Welt auf der CA-74 gedreht.
Der Abschnitt zwischen San Juan Capistrano und Lake Elsinore gehört wegen seiner engen Straßenläufe und dem hohen Verkehrsaufkommen zu den gefährlichsten Highways Kaliforniens.

## Verlauf
Die CA-74 beginnt an einer Kreuzung mit der Interstate 5 im Südwesten Kaliforniens bei San Juan Capistrano und führt als Ortega Highway Richtung Osten. Zu weiten Teilen verläuft sie hier parallel zum San Juan Creek (San Juan River). Nach Verlassen des Stadtgebietes macht der Highway eine Nordostkurve und passiert das weitläufige Areal der Mission Viejo-Ranch. An gleicher Stelle verläuft er auch durch den Cleveland National Forest. Wenige Meilen später erreicht er das Riverside County.
Sehr kurvenreiche Straßen führen dort durch die Cleveland Mountains, bevor der Highway die Gemeinden El Cariso und Lake Elsinore durchquert. Auf der Grand Avenue führt er kurzzeitig in nordwestliche Richtung, bevor es auf dem Riverside Drive wieder Richtung Nordosten und entlang der See-Küsten von Lake Elsinore geht. Danach führt die Straße über die Collier Avenue Richtung Südosten und passiert schließlich eine Kreuzung mit der Interstate 15. Danach führt der Highway zunächst durch gemeindefreies Gebiet und erreicht schließlich die Stadt Perris, wo er durch die Downtown verläuft und dahinter mit der Interstate 215 zusammengeführt wird. Beide Autobahnen trennen sich nach wenigen Meilen wieder, die CA-52 wird fortan als Matthews Road fortgeführt.
In südöstlicher Richtung führt die CA-74 schließlich durch den Ort Romoland und wird Richtung Osten als Pinacate Road weitergeführt. Noch vor Hemet wird sie mit der California State Route 79 zusammengeführt und verläuft als Florida Avenue durch den Ort. Auf Höhe der Stadtgrenze trennen sich beide State Routes wieder. Nachdem sie durch Valle Vista verlief, erreicht sie das Gebiet des San Bernardino National Forest. Als Pines to Palms Highway kreuzt sie sich in Mountain Center mit der California State Route 243 und führt bis zum Stausee Lake Hemet. Wenige Meilen später erreicht sie den Endpunkt der California State Route 371. Dahinter führt die Straße durch kleinere Ortschaften sowie ein Indianerreservat. Nach dem Coachella Valley erreicht die CA-74 schließlich Palm Desert, wo sie ihren Endpunkt findet und in der California State Route 111 aufgeht.